# Chanel Preston
Chanel Preston (Fairbanks, Alaszka, 1985. december 1. –) amerikai pornószínésznő.

## Élete
1985. december 1.-jén született az alaszkai Fairbanksben és itt is nőtt fel. Fiatalon érdekelte a tánc, a festészet, valamint a különböző zenei műfajok is, amikkel a helyi közösségi színházban meg is mutatta a tehetségét. Számára az unalom egyenlő a halállal, ezért gyorsan kialakította a "próbálj ki mindent egyszer" mottót. Ez a merész hozzáállás vezetett oda, hogy a középiskolában csatlakozott a birkózócsapathoz, annak ellenére, hogy az edző neheztelt, amiért egy lányt is bevettek a csapatba. A nemek közötti egyenlőség fogalmával nevelt Chanel a tornaszőnyegen kapta meg az első ízelítőt a diszkriminációból. Minél inkább kudarcra kényszerítették, annál inkább elszánta magát a sikerre - ez a tulajdonsága még mindig erősen él benne. Ezután a vendéglátásban dolgozott pultosként, illetve pincérnőként, majd megszerezte a szépségiparhoz szükséges végzettségeket, és egy bőrápoló termékcsaládot működtetett a Nordstrom's számára, felnőttfilmes pályafutása megkezdése előtt másfél évig sztriptíztáncosnőként dolgozott.

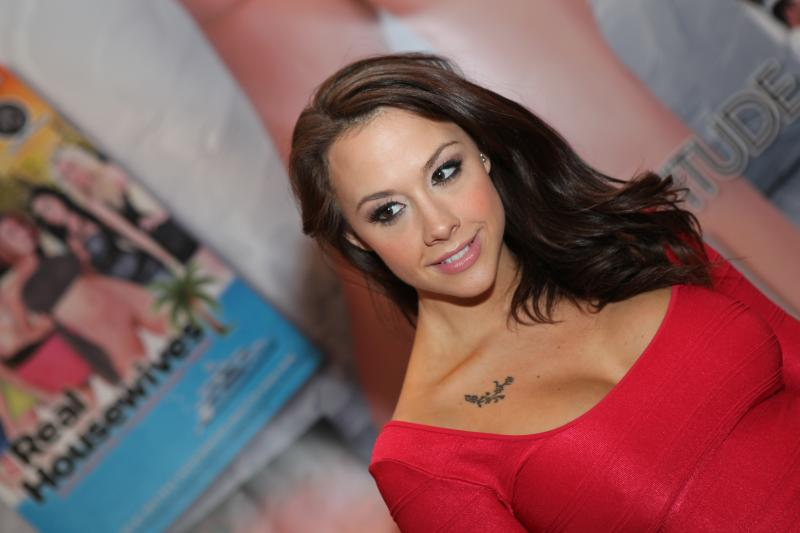
2012-ben az AVN Expón.

Sok mindent kipróbált, de végül a felnőttipart választotta és 2010-ben elkezdett felnőttfilmekben szerepelni, ahol rögtön a legnagyobb szakmabeli stúdiókkal forgatott. A kritikusokat hamar meggyőzte és 2011-ben az XRCO Award rendezvényén, Allie Hazezel holtversenyben New Starlet kategóriában meg is nyerte első nevesebb díját, emellett az AVN Awardon is több kategóriában jelölt volt. 2012 márciusában a Penthouse magazin márciusi számában szerepelt Pet of the Month-ként. Az XCritic.com blogja mellett az AdultDVDEmpire.com első vendégbloggere is lett. 2013-ban pedig az AVN Awards Red Carpet társ-műsorvezetője, erre az évre már a világ egyik legkeresettebb pornószínésznője lett. 2014 januárjában a Cosmopolitan magazin 4 pornószár arról, hogyan maradnak fittek című cikkében is szerepelt, Jessie Andrews, Dana DeArmond és Asa Akira mellett. 
2014 márciusában websorozatot indított Naked with Chanel címmel, ami a szexet társadalmi jelenségként taglalta, az első epizód címe a Hol tanuljuk a szexet? volt. 
2015-ben rendezőként is elkezdett dolgozni, első filmje a Chanel Movie One volt, ezt három további film követte még ebben az évben.

## Díjai
Az akább felsorolt két elnyert díja mellett számos egyéb, kisebb díjátadókon is nyert, valamint jelölt volt.
- 2011; XRCO Award – New Starlet[4]
- 2014; AVN Award – Most Outrageous Sex Scene (Get My Belt)[4]